# Kamenica (otok)
Koordinati:   43°42′27″N, 15°46′44″E
Kamenica je majhen nenaseljen otoček v Jadranskem morju. Pripada Hrvaški.
Kamenica leži okoli 0,5 km VSV od rta Tijašćica na otoku Tijat. Površina otočka meri 0,011 km². Dolžina obalnega pasu je 0,4 km.